# Řásná
Řásná är en ort i Tjeckien. Den ligger i regionen Vysočina, i den centrala delen av landet, 120 km sydost om huvudstaden Prag. Řásná ligger 626 meter över havet och antalet invånare är 193.
Terrängen runt Řásná är lite kuperad. Runt Řásná är det ganska tätbefolkat, med 52 invånare per kvadratkilometer. Närmaste större samhälle är Dačice, 15,8 km söder om Řásná. Omgivningarna runt Řásná är en mosaik av jordbruksmark och naturlig växtlighet.